# Itapema (ort)
Itapema är en ort i Brasilien.   Den ligger i kommunen Itapema och delstaten Santa Catarina, i den södra delen av landet, 1 300 km söder om huvudstaden Brasília. Itapema ligger 4 meter över havet och antalet invånare är 36 761.
Terrängen runt Itapema är kuperad åt nordväst, men åt sydost är den platt. Havet är nära Itapema österut. Runt Itapema är det ganska tätbefolkat, med 144 invånare per kvadratkilometer.. Närmaste större samhälle är Balneário Camboriú, 11,3 km norr om Itapema. 